# Wapen van Westkapelle-Buiten en Sirpoppekerke

Het wapen van Westkapelle-Buiten en Sirpoppekerke

Het wapen van Westkapelle-Buiten en Sirpoppekerke was het  wapen dat bedoeld was voor de voormalige Zeeuwse gemeente Westkapelle-Buiten en Sirpoppekerke. Deze is nooit officieel  gevoerd, omdat het wapen op 31 juli 1817 pas werd verkregen, terwijl de gemeente al per 1 januari 1816 was opgeheven en in de gemeente Westkapelle was opgegaan. De nieuwe gemeente Westkapelle kreeg een eigen wapen waarop geen elementen van het wapen van Westkapelle-Buiten en Sirpoppekerke zijn overgenomen. Waar het wapen vandaan komt is niet bekend, wel wordt het door Abraham van der Aa genoemd in zijn Aardrijkskundig Woordenboek der Nederlanden van 1847.

## Blazoenering
Hoewel er geen tekst is opgenomen bij de Hoge Raad van Adel, er is alleen een tekening, 
zou de blazoenering van het wapen als volgt kunnen luiden:
In keel 3 golvende dwarsbalken van goud, in het schildhoofd vergezeld van een barensteel van zilver. Het schild gedekt met een gouden kroon van 13 parels.
Het schild zelf is rood van kleur met daaroverheen drie golvende dwarsbalken van goud. In het bovenste stuk rood is een zilveren barensteel geplaatst. Een enkele keer wordt de barensteel over de bovenste gouden dwarsbalk afgebeeld, zilver en goud mogen elkaar in de heraldiek niet raken, waardoor dit wapen een raadselwapen zou zijn. Echter een barensteel is een vorm van een breuk waardoor het toch is toegestaan. Op het schild een gouden kroon met dertien parels op de rand.